# Parapyroppia cornuta
Parapyroppia cornuta är en kvalsterart som först beskrevs av Berlese 1910.  Parapyroppia cornuta ingår i släktet Parapyroppia och familjen Ceratoppiidae. Inga underarter finns listade i Catalogue of Life.